# Олимпийский комитет КНДР
Олимпийский комитет Корейской Народно-Демократической Республики (кор. 조선민주주의인민공화국 올림픽 위원회?, 朝鮮民主主義人民共和國 올림픽 委員會?) — организация, представляющая КНДР в международном олимпийском движении. Основан в 1953 году; зарегистрирован в МОК в 1957 году.
Штаб-квартира расположена в Пхеньяне. Является членом Международного олимпийского комитета, Олимпийского совета Азии и других международных спортивных организаций.